# Holstenau
Die Holstenau ist ein Grenzfluss zwischen Holstein und Dithmarschen bzw. den Kreisen Steinburg und Dithmarschen. Er ist erstmals 1568 urkundlich überliefert erwähnt.
Durch den Bau des Nord-Ostsee-Kanals 1887 bis 1895 wurde die Holstenau in mehrere Teile getrennt. Der erste Teil liegt östlich des Kanals und beginnt im Nordwesten von Holstenniendorf. Er ist stark begradigt. Der dann folgende Teil westlich des Kanals, der nur wenig begradigt wurde, beginnt nördlich von Hochdonn und östlich von Eggstedt. Der nächste, wieder östlich des Kanals verlaufende Teil beginnt westsüdwestlich von Gribbohm. Nördlich von Aebtissinwisch mündete sie in die ebenfalls vom Nord-Ostsee-Kanal durchtrennte Wilsterau; heute mündet sie dort in den Moorkanal. Zwischen den noch erhaltenen Teilen befinden sich Strecken, auf denen das ehemalige mäandernde Flussbett der Holstenau komplett durch den Nord-Ostsee-Kanal ersetzt wurde.
Die Holstenau ist nicht zu verwechseln mit dem Holstengraben, der weiter südlich bis zur Elbe die Grenze zwischen Holstein und Dithmarschen bildete.

## Bilder (Zweites Teilstück)

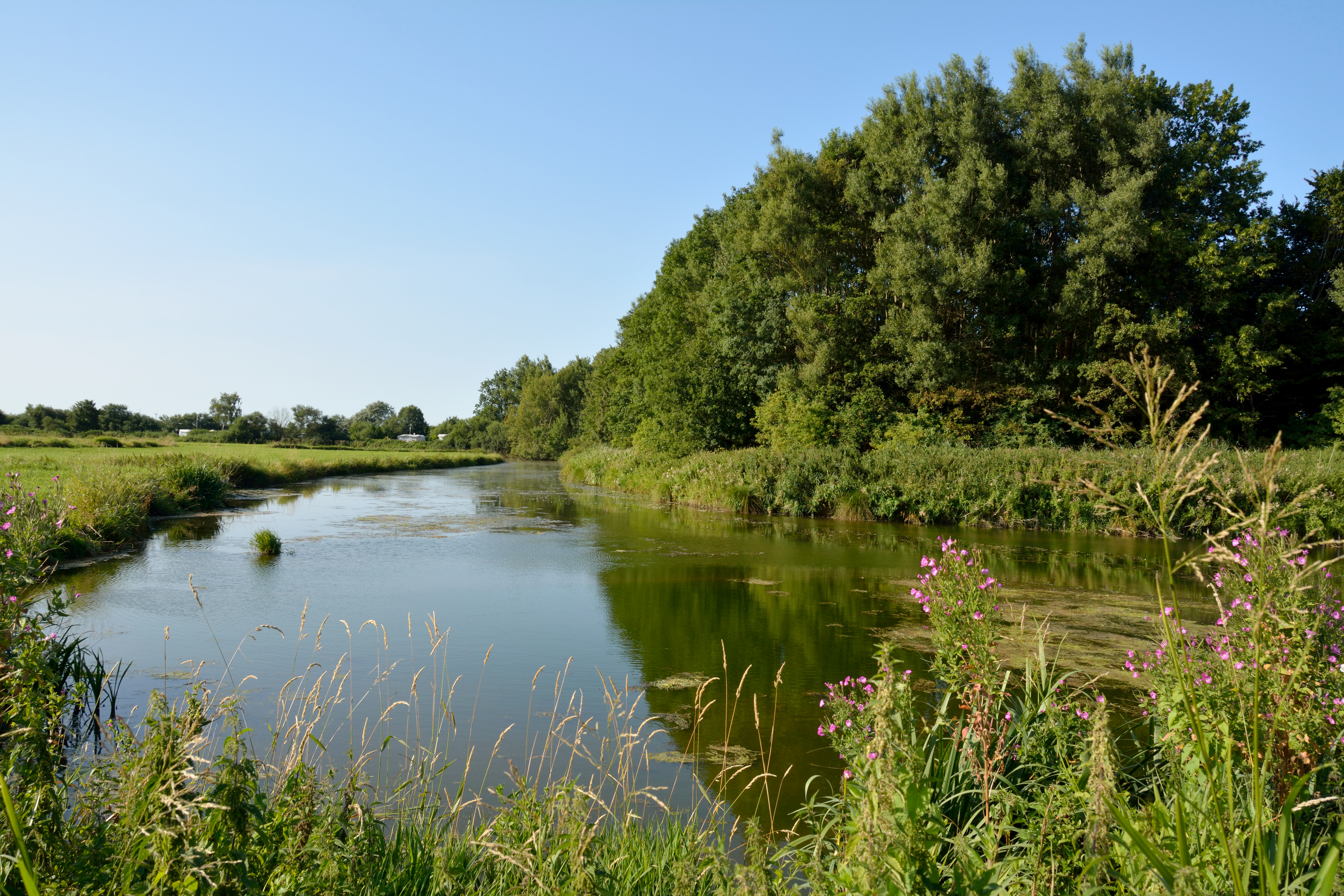
Die Holstenau vor dem Schöpfwerk
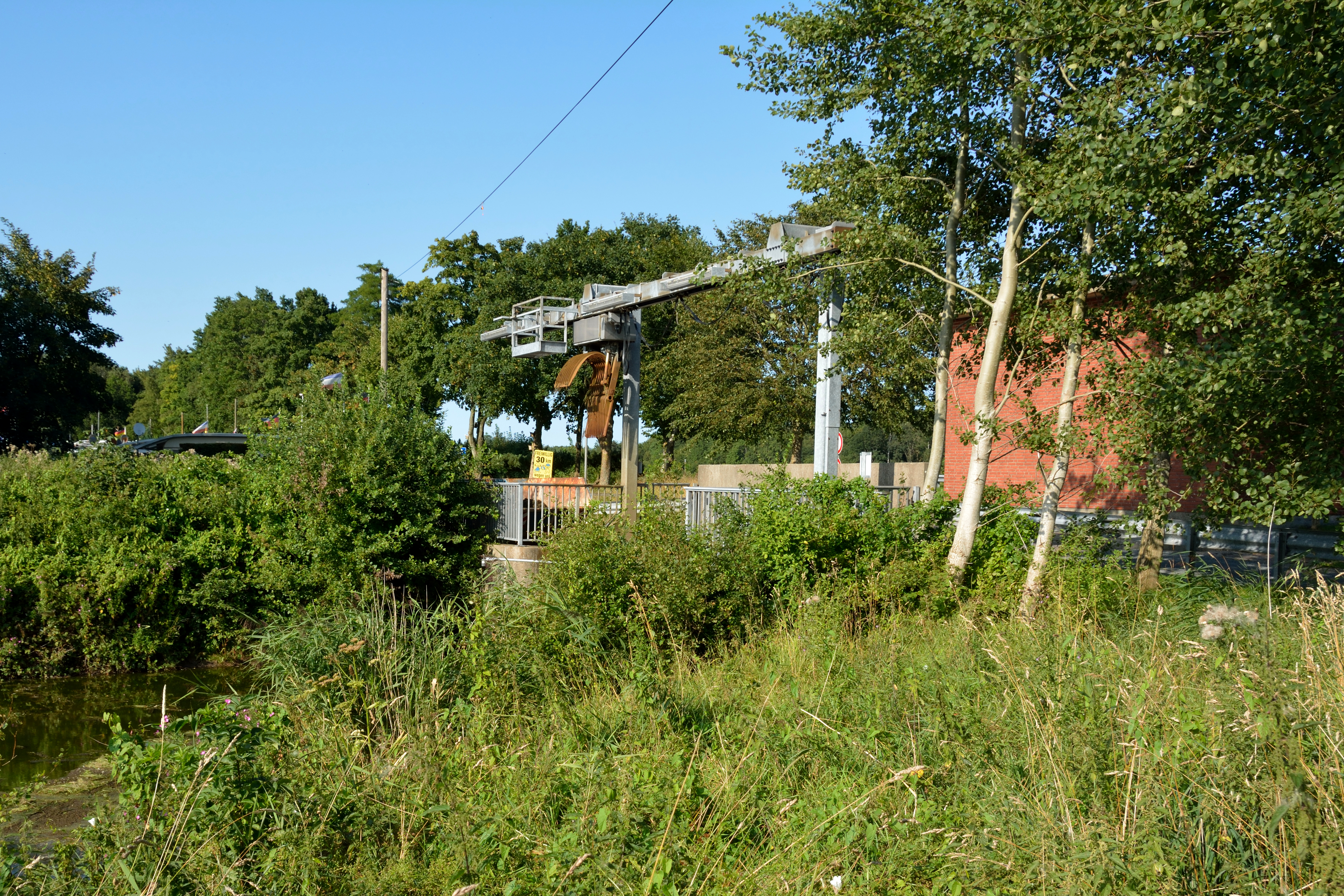
Das Schöpfwerk, gesehen aus Richtung der Holstenau
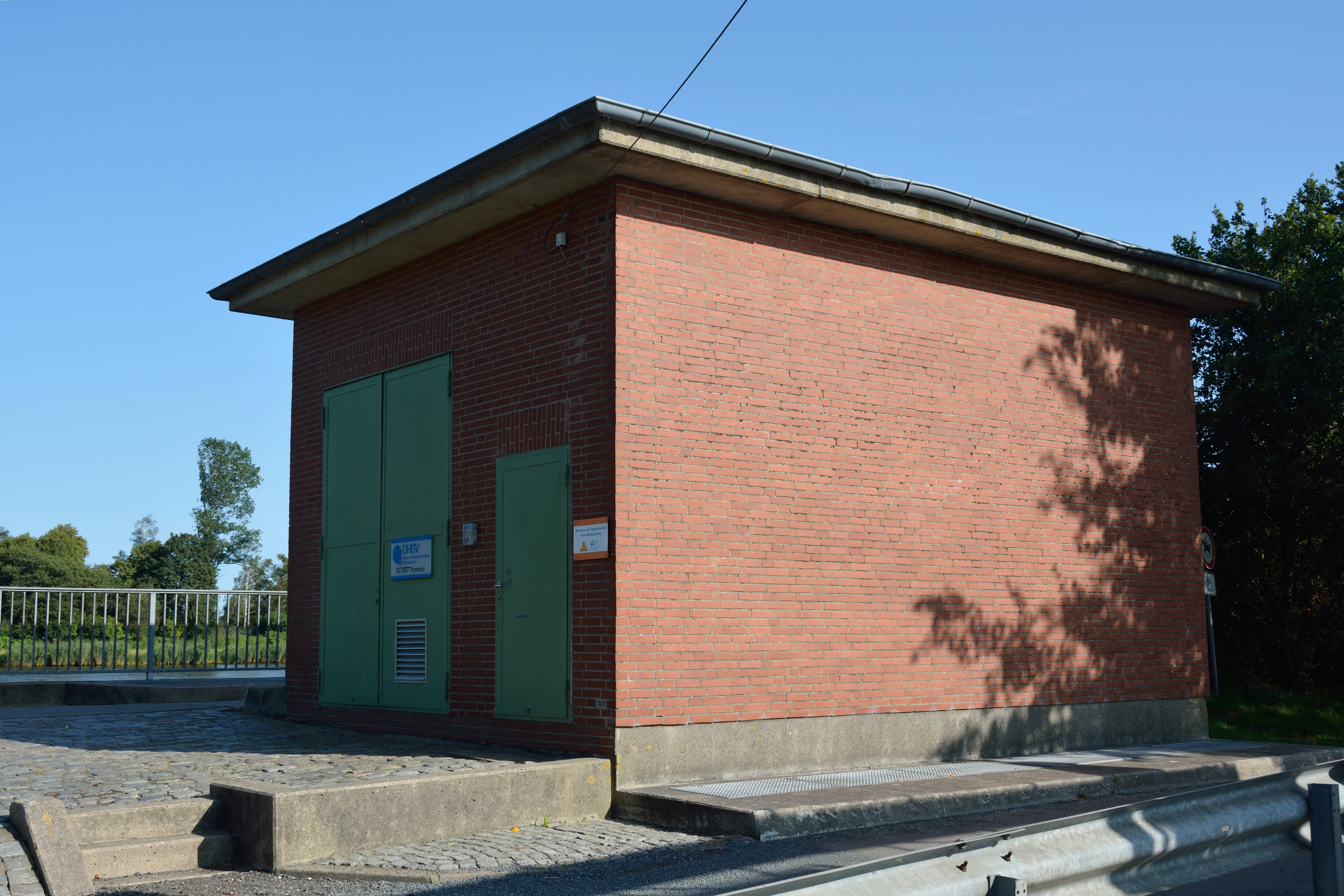
Das Schöpfwerk
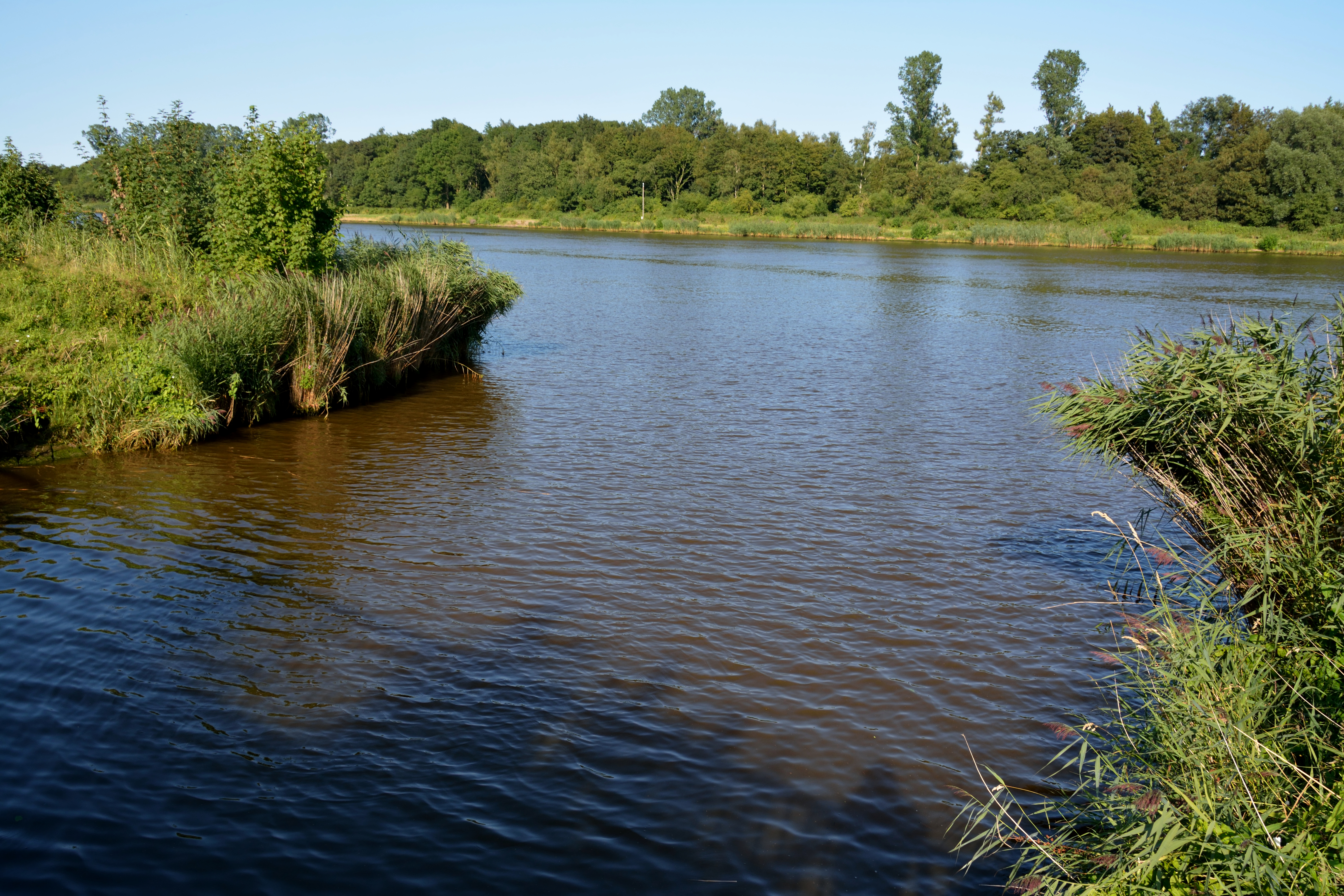
Die Mündung in den Nord-Ostsee-Kanal